# Božena Miklošovičová
Božena Štrbáková, coniugata Miklošovičová (Bratislava, 27 febbraio 1949), è un'ex cestista cecoslovacca.

## Carriera
Con la Cecoslovacchia ha disputato i Giochi olimpici di Montréal 1976 e quattro edizioni dei Campionati europei (1972, 1974, 1976, 1980).